# Hans-Werner Ludwig
Hans-Werner Ludwig (* 18. September 1934 in Tiefhartmannsdorf, Landkreis Goldberg, Provinz Niederschlesien) ist ein deutscher Anglist und Literaturwissenschaftler.

## Leben
Hans-Werner Ludwig erwarb sein Abitur am Gymnasium Julianum im Jahre 1955. Daraufhin studierte er Anglistik, Literaturwissenschaft und evangelische Theologie an der Eberhard Karls Universität Tübingen und promovierte 1962 mit der Dissertation „Die Self-Komposita bei Thomas Carlyle, Matthew Arnold und Gerard Manley Hopkins“. In Tübingen wurde er 1973 ordentlicher Professor für Englische Philologie und Literaturwissenschaft und stand der Universität von 1995 bis 1999 als Rektor vor. In den Jahren 1993, 2000 und 2003 hatte Ludwig eine Gastprofessur an der University of Washington in Seattle inne. Im Jahre 2000 erhielt er das Bundesverdienstkreuz 1. Klasse. 
Hans-Werner Ludwig wurde 2002 emeritiert. 

## Schriften
- Die Self-Komposita bei Thomas Carlyle, Matthew Arnold und Gerard Manley Hopkins: Untersuchungen zum geistigen Gehalt einer sprachlichen Form. Studien zur englischen Philologie, Dissertation, 1963.
- Arbeitsbuch Lyrikanalyse, 1979. 5. Auflage, UTB GmbH, ISBN 3-82522-727-8, 2005.
- Arbeitsbuch Romananalyse, 1982. 6. Auflage, Narr, ISBN 3-87808-932-5, 1998.
- Hrsg. zus. mit Lothar Fietz, Paul Hoffmann: Regionalität, Nationalität und Internationalität in der zeitgenössischen Lyrik: Erträge des Siebten Blaubeurer Symposions, 1992.
- Mit Lothar Fietz und Jörg O. Fichte: Semiotik, Rhetorik und Soziologie des Lachens: Vergleichende Studien zum Funktionswandel des Lachens vom Mittelalter bis zur Gegenwart, 1996. Neudruck, De Gruyter, ISBN 3-48440-139-7, 2011.
- Mit Thomas Rommel: Studium Literaturwissenschaft: Arbeitstechniken und Neue Medien, UTB GmbH, ISBN 3-82522-332-9, 2003.
- Im Netz der Texte: Bausteine zu einer Stoff- und Motivgeschichte der englischen Lyrik, Narr Francke Attempto, ISBN 3-82336-821-4, 2013.